# Ustanova
Institucija (od latinskog instituere, staviti, osnovati), kao pojam ima više značenja:  
- ustanova ili zavod
- u društvenim znanostima institucija je naziv za uži skup međusobno povezanih, relativno trajnih društvenih odnosa koji su regulirani ustaljenim društvenim pravilima (običajnim, moralnim, pravnim)
- naziv za udžbenike privatnog prava rimskih pravnika. Najpoznatije su Gajeve institucije Institutionum commentarii IV i Codex Justinianeus

## Ustanova
Ustanova je pravni subjekt čije je osnivanje i ustrojstvo uređeno zakonom o ustanovama. Ustanova se osniva za trajno obavljanje djelatnosti odgoja i obrazovanja, znanosti, kulture, informiranja, športa, tjelesne kulture, tehničke kulture, skrbi o djeci, zdravstva, socijalne skrbi, skrbi o invalidima i druge djelatnosti, ako se ne obavljaju radi stjecanja dobiti. Ustanova je samostalna u obavljanju svoje djelatnosti i u poslovanju sukladno zakonu, na zakonu utemeljenom propisu i aktu o osnivanju. Rad ustanova je javan. Ustanova može u pravnom prometu stjecati prava i preuzimati obveze, može biti vlasnikom pokretnih i nepokretnih stvari, te može biti strankom u postupcima pred sudovima, drugim državnim organima i tijelima s javnim ovlastima. Ustanovu može osnovati domaća i strana fizička i pravna osoba, ako za obavljanje određene djelatnosti ili za određene ustanove nije zakonom drugačije određeno. 
Naziv ustanova obično se primjenjuje na carinske i druge državne ustanove te javne službe.
Institucije su jedan od glavnih predmeta studija društvenih znanosti, uključujući i sociologiju, političkih znanosti te ekonomiji.

## Vanjske poveznice
- International Society for New Institutional Economics  Arhivirana inačica izvorne stranice od 12. travnja 2011. (Wayback Machine) (engl.)